# Oncometopia obtusa
Oncometopia obtusa är en insektsart som först beskrevs av Fabricius 1787.  Oncometopia obtusa ingår i släktet Oncometopia och familjen dvärgstritar. Inga underarter finns listade i Catalogue of Life.